# Lafitte, Louisiana
Lafitte är en ort i Jefferson Parish i delstaten Louisiana, USA.